# Ecliptopera lucrosa
Ecliptopera lucrosa es una especie de polilla de la familia Geometridae. La especie fue descrita por primera vez por Louis Beethoven Prout en 1940 con distribución en India. El holotipo de la especie fue descrita en las colinas de Khasi.